# Web Hypertext Application Technology Working Group
Il Web Hypertext Application Technology Working Group (WHATWG) è il gruppo di lavoro che si occupa dell'evoluzione delle tecnologie HTML e  correlate. Il WHATWG è stato fondato nel 2004 da Apple, Mozilla Foundation e Opera Software (ai quali successivamente si è aggiunto anche Google), a seguito di un workshop del W3C, che causò negli sviluppatori una seria preoccupazione per la direzione impressa dal W3C con la proposta di adottare l'XHTML. Con tale mossa il Consorzio dimostrò all'epoca  scarso interesse per le  esigenze dei developers.
Mentre il processo di standardizzazione portato avanti dal W3C è aperto ai soli membri paganti, il lavoro del WHATWG è un processo di specifiche aperto liberamente al pubblico; chiunque può partecipare come contributore associandosi alla mailing list del WHATWG. Il comitato direttivo ha però un numero ristretto di partecipanti chiamati "membri", e per farne parte è necessario essere invitati dai membri esistenti. Tale direttivo ha il potere di mettere in dubbio le proposte degli editor, e il ruolo di editor tenuto da Ian Hickson (noto come Hixie) ha sollevato dubbi sulla sua democraticità, al punto di far guadagnare a Ian Hickson l'epiteto di dittatore benevolo.
Chris Wilson della Microsoft (che all'epoca con il browser Internet Explorer deteneva la maggioranza assoluta nel mercato dei browser) fu invitato ma non partecipò, adducendo come motivazione la mancanza di una politica di licenze per assicurare che tutte le specifiche fossero implementate gratuitamente.
La differenza concettuale della proposta del WHATWG è riassumibile nel motto "don't break the web", ovvero non spezzare il web attraverso degli standard che rendano parti del web incompatibili con altre.
L'XHTML2, infatti, nonostante  sia basato sull'XML, come la versione 1, non era retro-compatibile con i browser capaci di leggere l'HTML 4.01, diventando de facto un nuovo linguaggio funzionante solo con nuovi browser capaci di interpretarlo. Alla base dell'HTML5 invece c'è la volontà di essere compatibile con i vecchi browser, e di fare in modo che browser e siti possano evolversi senza creare delle incompatibilità; tale risultato può essere ad esempio raggiunto tramite la regola del "must ignore unknowns", ovvero ignora ciò che non conosci (es. nuovi tags), e del "degrade gracefully" secondo la quale le nuove versioni dell'HTML devono consentire ai vecchi browser di esporne il contenuto, al più al costo di un degrado estetico.
Il 9 aprile 2007, a 3 anni dalla costituzione, il gruppo ha scritto la lettera aperta "Proposal to Adopt HTML5" al consorzio W3C, chiedendogli:
- che l'HTML5 (che include al suo interno web apps 1.0 e web forms 2.0) diventi il punto di partenza dell'evoluzione dell'HTML,
- che la nuova generazione di specifiche html sia ufficialmente chiamata "html 5"
- che Ian Hickson sia l'editor del gruppo di specifiche dell'HTML5 del W3C.

Il W3C ha riconosciuto valide tali motivazioni, annunciando di voler creare un  gruppo apposito per la standardizzazione dell'HTML5 , e abbandonare l'XHTML 2.0.
Il World Wide Web Consortium ha pubblicato la prima versione dello standard nel 2014. Dal 2007 il WHATWG ha collaborato con il W3C in tale processo di standardizzazione, per poi decidere nel 2012 di separarsi dal processo di standardizzazione del W3C, creando di fatto due versioni dell'HTML5: la versione del WHATWG viene definita come "HTML Living Standard" e quindi in continua evoluzione, mentre quella del W3C sarà un'unica versione corrispondente ad uno "snapshot" del Living Standard.
Il gruppo è attivo nello sviluppo delle tecnologie e documentazioni riguardanti:
- HTML5[9]
- Web worker[10]
- vocabolari delle caratteristiche microdata dell'HTML5[11]
- web form 2.0[12]
- applicazioni web 1.0 (Web statico)[13].